# Воз великих брзина
Воз великих брзина (ВВБ) је подскуп железничких возила, који се крећу по шинама израђен специфично за превоз путника великим брзинама. ВВБ могу имати подршку за више система сигнала за мале и за велике брзине, уколико путују кроз више земаља. Иако не постоји јединствени стандард који се примењује у целом свету, нове линије које омогућавају брзине веће од 250 km/h (160 mph) и постојеће линије са више од 200 km/h (120 mph) сматрају се линијама великих брзина. Први железнички систем велике брзине, Токаидо Шинкансен, почео је са радом у Јапану 1964. године и био је надалеко познат као „воз метак”. Брзи возови углавном саобраћају на колосецима стандардне ширине непрекидно заварених шина са правом пролаза контролисаним одвојеним нивоима, који укључују велики радијус заокретања у свом дизајну. Поједини региони са традицијом жељезница ширег размака шина, попут Русије, настоје да развију железничке мреже велике брзине на широким колосецима.
Неколико земаља изградило је и развило инфраструктуру брзе железнице за повезивање већих градова, укључујући Белгију, Кину, Данску, Француску, Немачку, Италију, Јапан, Мароко, Холандију, Русију, Саудијску Арабију, Јужну Кореју, Шпанију, Шведску, Тајван, Турску, Велику Британију, Сједињене Државе и Узбекистан. Само у Европи брзе пруге прелазе међународне границе. Кина је изградила преко 29.000 km (18.000 mi) брзих железница од децембра 2018. године, што чини две трећине светског тотала.

## Дефиниције
Више дефиниција за брзу железницу се користи широм света.
Директива Европске уније 96/48/EC, Анекс 1 (видети такође Трансевропска железничка мрежа за велике брзине) дефинише железницу великих брзина на следећи начин:
Инфраструктураколосеци изграђени специјално за путовања великом брзином или посебно надограђени за путовања великом брзином.
Ограничење минималне брзинеМинимална брзина од 250 km/h (155 mph) на линијама посебно изграђеним за велике брзине и од око 200 km/h (124 mph) на постојећим пругама које су посебно унапређене. Ово се мора применити на најмање један део линије. Возни парк мора бити у стању да постигне брзину од најмање 200 km/h да би се сматрао велико брзинским.
Услови радаВозни парк мора бити пројектован заједно са својом инфраструктуром ради потпуне компатибилности, безбедности и квалитета услуге.
Међународна железничка унија (UIC) идентификује три категорије брзих железница:
Категорија IНови колосеци посебно конструисани за велике брзине, омогућавајући максималну брзину кретања од најмање 250 km/h (155 mph).
Категорија IIПостојећи колосеци посебно унапређени за велике брзине, омогућавајући максималну брзину кретања од најмање 200 km/h (124 mph).
Категорија IIIПостојећи колосеци посебно унапређене за велике брзине, омогућавајући максималну брзину кретања од најмање 200 km/h, али са неким деоницама које имају нижу дозвољену брзину (на пример због топографских ограничења или проласка кроз урбана подручја).
Трећа дефиниција брзе и веома брзе железнице (Демиридис & Пиргидис 2012]) захтева истовремено испуњење следећа два услова:
1. Максимална достижна брзина кретања је већа од 200 km/h (124 mph), или 250 km/h (155 mph) за веома велике брзине,
2. Просечна брзина кретања преко коридора је већа од 150 km/h (93 mph), или 200 km/h (124 mph) за веома велике брзине.

UIC радије користи „дефиниције” (множина) јер сматрају да не постоји јединствена стандардна дефиниција брзе железнице, те чак ни стандардне употребе термина („велика брзина” или „веома велика брзина”). Они користе Европску директиву ЕК 96/48, у којој се наводи да је велика брзина комбинација свих елемената који чине систем: инфраструктуре, возног парка и услова рада. Међународна унија железница наводи да је железница великих брзина скуп јединствених карактеристика, а не само воз који путује изнад одређене брзине. Многи конвенционално вучени возови могу достићи 200 km/h (124 mph) у комерцијалном саобраћају, али се не сматрају брзим возовима. То укључује француски SNCF Intercités и немачки DB IC.
Критеријум од 200 km/h (124 mph) је изабран из неколико разлога; изнад ове брзине, утицаји геометријских дефеката су интензивирани, адхезија колосека је смањена, аеродинамички отпор је знатно повећан, флуктуације притиска унутар тунела изазивају нелагодност путника и возачима постаје тешко да идентификују сигнализацију поред пруге. Стандардна сигнална опрема је често ограничена на брзине испод 200 km/h (124 mph), са традиционалним ограничењима од 79 mph (127 km/h) у САД, 160 km/h (99 mph) у Немачкој и 125 mph (201 km/h) у Британији. Изнад тих брзина позитивна контрола возова или Европски систем контроле возова постаје неопходна или законски обавезна.

## Брзине
ВВБ обично вози преко минимално 200 km/h у редовном линијском саобраћају, на посебно грађеној прузи прилагођеној великим брзинама. Често је то врло софистициран и компјутерски надзиран моторни воз.
Овај воз, због брзине које постиже, није погодан за кратке релације, него на дугима значајно смањује време путовања и директна је конкуренција авионском саобраћају.
У новије време, редовне постигнуте брзине на новосаграђеним железничким правцима великих брзина у свету износе чак и изнад 300 km/h. Светски рекорд је постигао специјално модификовани француски TGV V150 (150 m/s), који је успио возити брже од 500 km/h.
Постоји тенденција увођења новог имена very high speed (врло високе брзине) за возове, који могу постићи брзине од минимално 300 km/h и изнад.
Најбржи воз у свету је воз Вухан-Гуангџоу (350 km/h), који саобраћа од 26. децембра 2009. у Кини.

## Погон
ВВБ су обично погоњени електричном вучом, ретко када на дизел погон.
Возови, који имају електричну вучу, могу имати подршку за више система напајања (више системски возови).

## Високи сигурносни стандарди
Морају поштовати врло строге сигурносне стандарде.
Пруге којима саобраћају су већим делом специјализоване са сигналима, који обично директно јављају машиновођи стање у кабину. Неки имају чак толико развијен систем управљања, да у ствари компјутер управља и само аутоматски одређује брзину, а машиновођа само надзире исправан рад система.
Ови возови могу саобраћати и на класичним пругама, али онда морају поштовати ограничења брзине и класичну сигнализацију.

## Возови великих брзина у свету
У свијету постоји неколико система возова великих брзина. Земље предводнице, које имају ове системе:
- Француска (TGV систем)
- Јапан (Шинкансен систем)
- Немачка (ИЦЕ експресни возови)
- Шпанија (AVE систем)
- Велика Британија (HST)
- САД (Acela)

Значајне су и:
- Италија (Пендолино)
- Швајцарска (Цисалпино)

## Воз испод канала
Еуростар је врста TGV воза, која путује испод Ламанша и спаја Француску и Уједињено Краљевство.
Његова посебност је, јер има два система напајања (ваздушни вод и трећа шина), због различитих система електричног напајања у те двије земље.
Такође, грађен је симетрично. У случају пожара или друге нужде, могуће га је раставити у двије потпуно идентичне половине која је свака способна самостално возити.

## Земље које планирају већу изградњу мреже железнице великих брзина или проширење
- Јапан
- Кина
- остале Азијске земље са потенцијално великим релацијама и великим бројем путника

## Унификовани сигнални систем
У почетку су све земље, које су оригинално изучавале ефекте великих брзина на железници (Јапан, Француска и Немачка, касније им се придружују Шпанија, Британија и Италија) створиле своје националне сигналне системе. Ови системи су некомпатибилни.
Стога је одлучено, како ће се с временом уводити унификовани Европски систем сигнализације. Након низа преговора, створен је стандард ETCS (European Train Control System).
Такође, како би се побољшала сигурност на железници, договорен је и стандард Global System for Mobile Communications - Railway (GSM-R), који је базиран на систему ГСМ.